# Василий (Величковский)
Василий Владимирович Величковский (укр. Василь Володимирович Величковський; 1 июня 1903 — 30 июня 1973) — украинский грекокатолический епископ.
Канонизирован католической церковью как блаженный священноисповедник.

## Ранние годы
Родился 1 июня 1903 в Станиславове (ныне Ивано-Франковск) в семье потомственного священника. После школы учился в Институте св. Иосафата, которым руководили монахи ордена василиан. В 1918 вступил в отряд сечевых стрельцов. С 1920 во Львовской семинарии. В 1924 вступил в восточную ветвь ордена редемптористов, в 1925 принял монашеские обеты и священническое рукоположение (9 октября 1925, от епископа Луцкого и всей Волыни Кир Иосифа Боцяна).
Служил учителем в ювенате (начальной семинарии), вел пастырскую работу в Галиции, затем на Волыни (в то время в составе Польши), где проповедовал воссоединение с Католической Церковью. В 1930 с разрешения маршала Пилсудского переоборудовал церковь латинского обряда в Ковеле в грекокатолическую. В 1935 по требованию польских властей покинул Волынь и вернулся в монастырь в Станиславове. В 1936 был одним из главных докладчиков на Объединительном съезде УГКЦ во Львове, готовил строительство большого грекокатолического храма (запрещено военным министром Польши). В 1938 выпустил юбилейный альманах к 25-летию миссионерской деятельности редемптористов на Украине.
Благословенна будь, мама, пожертвовавшая за народ сына-дитятко. Он умер для мира, но не погиб для Бога и народа. Он живет, и будет жить, и миллионам жизнь дает, ибо он, твой сын – миссионер Иисуса и Марии, редемпторист. –  Из письма к матери, вошедшего в альманах 1938 г.

## Деятельность в СССР
В 1939 впервые вызван в НКВД (за организацию массовой процессии на праздник Скорбящей Божьей Матери), но отпущен. В 1941 по поручению митрополита Андрея Шептицкого и по просьбе православной общины выезжает в город Каменец-Подольский, где прихожане предоставляют ему церковь, но немецкий комендант приказывает ему под угрозой расстрела покинуть город в течение суток. Затем становится игуменом монастыря редемптористов в Тернополе.
Арестован сотрудниками НКВД в ночь с 10 на 11 апреля 1945 (по другим данным — 26 июня), отказался от их предложения перейти в РПЦ МП, за которое ему обещали освобождение. Отправлен в Киев для следствия и суда, приговорен к расстрелу, который был заменен 10-летним сроком заключения.
Заключение отбывал под Воркутой. Служил литургию в неиспользуемых галереях шахты. Осенью 1953 обвинен в организации забастовки заключённых и переведён во Владимирскую тюрьму. После отбытия тюремного срока был возвращён обратно в лагерь.
По окончании срока вернулся во Львов, где участвовал в организации жизни грекокатолической Церкви в подполье.
В 1959 Папа Иоанн XXIII назначил о. Василия Величковского епископом, однако на Украине в это время не было ни одного епископа, который мог бы посвятить его в сан. Это удалось сделать только 4 февраля 1963, когда его срочно вызвал освобожденный из заключения и находившийся проездом в Москве митрополит Иосиф Слипый.
Став епископом Луцким и местоблюстителем главы УГКЦ на Украине с непосредственной ответственностью за Львовскую архиепархию, владыка Василий Величковский тайно рукоположил более 40 новых священников. Автор книги о почитании образа Матери Божией Неустанной Помощи.
2 января 1969 вновь арестован, осужден на три года заключения, которые отбывал в тюрьме г. Коммунарск в Донбассе. По окончании срока, в 1972, выдворен за пределы СССР.

## Последние годы и смерть
Проведя некоторое время в Риме, по приглашению собрата по ордену редемптористов, митрополита Максима Германюка отправился в г. Виннипег (Канада). Посещал украинские грекокатолические приходы по всей Канаде и США. Существуют свидетельства о том, что в конце второго срока заключения вл. Василий Величковский был подвергнут инъекции неназванного препарата, являвшегося ядом замедленного действия, который и стал причиной его скорой смерти, наступившей 30 июня 1973. После заупокойной службы в украинском кафедральном соборе свв. Владимира и Ольги в Виннипеге, 5 июля 1973 он был похоронен на «Saints Cemetery» близ города.

## Беатификация
Официальный беатификационный процесс на епархиальном уровне начался в 2000, 2 марта 2001 материал были переданы в Рим, где 6 апреля 2001 богословская комиссия, а 23 апреля комиссия кардиналов подтвердили факт мученичества. Декрет о беатификации был подписан Папой Иоанном Павлом II 24 апреля, и, наконец, 27 июня 2001, совершая литургию по украинскому обряду во Львове, Папа провозгласил Василия Величковского блаженным.
16 сентября 2002 тело блаж. Василия Величковского было эксгумировано и оказалось нетленным. Одетое в новые облачения, 22 сентября 2002 оно было помещено в украинской грекокатолической церкви св. Иосифа в Виннипеге.